# جامع الضلاع (ريمة)
جامع الضلاع ويعرف باسم جامع السبعة هو مسجد تاريخي في مركز مديرية السلفية في محافظة ريمة باليمن، بني سنة 1323 (724 هجرية).

## التصميم
يبلغ ارتفاع المسجد 8 أمتار، ولمسجد الضلاع أعمدة خشبية يبلغ عددها 4، زين سقف المسجد بمصندقات خشبية زخرفت ولونت، ونقش تاريخ بناء الجامع فيها، بينما جدران المسجد زينت بالخط العربي حيث كتبت آيات قرآنية وأدعية مختارة وأحاديث نبوية، وللجامع بركة مياه.